# Mezrab
De Mezrab is een cultureel centrum in Amsterdam met een focus op storytelling en multidisciplinaire podiumkunsten. Het centrum won in 2020 de Amsterdamprijs voor de Kunst voor Beste Prestatie. Naast storytelling wordt er een podium geboden aan muziek, dans, comedy en een storytellingschool.

## Geschiedenis

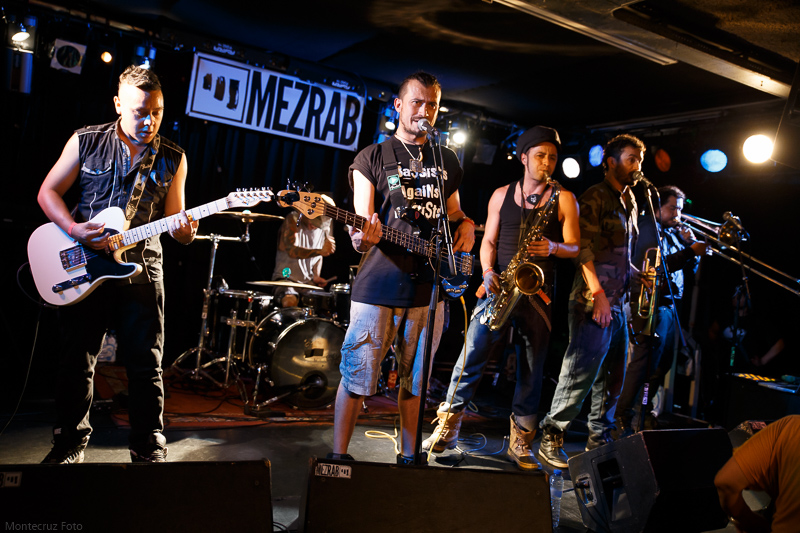
De band Skampida treedt op in de Mezrab.

De Mezrab is opgericht door verhalenverteller en muzikant Sahand Sahebdivani in 2004. Als Iraanse vluchteling wilde hij de Iraanse muzikale en storytellingtraditie van zijn ouders voortzetten. Het begon als een bijeenkomst in de huiskamer van de familie, en groeide uit tot een maandelijkse bijeenkomst in een klein theehuis. Over de jaren heen werden de bijeenkomsten steeds frequenter en verhuisde de Mezrab van locatie naar locatie om de groei van het initiatief bij te houden. In 2014 organiseerde de Mezrab een crowdfunding om naar de voormalige ruimte van muziekcafé Pakhuis Wilhelmina aan de Veemkade te verhuizen, wat sindsdien haar vaste plek is geworden. In datzelfde jaar is door Farnoosh Farnia en Raphael Rodan de Mezrab Storytelling School opgezet en is het team verder uitgebreid met Rogier Lammers als muziekprogrammeur en Karl Giesriegl als creatief directeur. De Mezrab heeft sinsdien een programma van ruim 300 evenementen per jaar, met naast storytelling ruimte voor muziekconcerten, open mic avonden, dans, theatervoorstellingen en comedy.

## Naam
De Mezrab is vernoemd naar het Perzische, Arabische en Hindi woord voor plectrum (zie en:Mezrab).

## Prijzen
In 2020 won de Mezrab de Amsterdamprijs voor de Kunsten voor Beste Prestatie. De jury motiveerde haar keuze als volgt: 
Mezrab is een uniek cultureel centrum voor storytelling, een warm thuis voor vele Amsterdammers. Het is een broedplaats waar mensen samenkomen om te creëren, op te treden, te vertellen, te luisteren en betrokken te zijn binnen een open gemeenschap. (...) Mezrab draagt bij aan het in leven houden van de eeuwenoude kunst van het verhalen vertellen, en doet dat op een hedendaagse en hybride manier. De jury is onder de indruk van de toegankelijkheid en warmte van Mezrab als culturele stichting. Mezrab slaagt erin om een internationale ambiance te creëren, in een lokale context. Zij creëren op organische wijze een gevoel van inclusiviteit, solidariteit en betrokkenheid bij zijn publiek en de artiesten. De jury vindt het inspirerend hoe Mezrab al jaren op duurzame wijze een authentieke en kleurrijke bijdrage levert aan onze stad.